# Canton de Tartas-Ouest
Le canton de Tartas-Ouest est une ancienne division administrative française située dans le département des Landes et la région Aquitaine. Il a été supprimé par le nouveau découpage cantonal entré en vigueur en 2015.
Tartas est le bureau centralisateur du nouveau canton du Pays morcenais tarusate.

## Histoire
Le canton de Tartas-Ouest est créé en 1801, en même temps que celui de Tartas-Est, en remplacement du canton de Tartas.

## Géographie
Ce canton était organisé autour de Tartas dans l'arrondissement de Dax. Son altitude variait de 5 m (Pontonx-sur-l'Adour) à 103 m (Beylongue) pour une altitude moyenne de 52 m.

## Représentation

### Conseillers généraux de 1833 à 2015
| Période | Période      | Identité                    | Étiquette             | Qualité |
| ------- | ------------ | --------------------------- | --------------------- | --- |
| 1833    | 1835 (décès) | Jacques Buchet (1768-1835)  |                       | Médecin à Tartas, officier de santé                                                                                            |
| 1835    | 1845         | Louis Dupont                |                       | Médecin, maire de Tartas |
| 1845    | 1848         | Barnabé Antoine de Laussat  |                       | Président du Tribunal civil de Saint-Sever                                                                                     |
| 1848    | 1852         | Dominique Navarre           |                       | Négociant en vins, ancien maire de Tartas (1832-1834), conseiller d'arrondissement                                             |
| 1852    | 1861         | Pierre Paul Théogène Dupont |                       | Juge de paix |
| 1861    | 1867         | Henri Castelnau             |                       | Général de brigade Directeur au ministère de la Guerre Aide de camp de l'Empereur Napoléon III                                 |
| 1867    | 1870         | Gustave Dupouy              |                       | Notaire à Rion-des-Landes |
| 1870    | 1871         | Albert Boucau Darmentier    |                       | Président de la Société landaise d'encouragement à l'agriculture, Lévignacq                                                    |
| 1871    | 1889         | Guillaume Marcelin Tartas   | Républicain           | Médecin, maire de Rion-des-Landes                                                                                              |
| 1889    | 1907         | Albert Poisson              | Républicain de droite | Propriétaire - Maire de Rion-des-Landes                                                                                        |
| 1907    | 1920 (décès) | Dominique Navarre           | Républicain de gauche | Ancien maire de Tartas (1900-1903)                                                                                             |
| 1920    | 1925         | Dominique Menaut            | URD                   | Ancien médecin principal de l'assistance en Indochine Médecin à Rion-des-Landes                                                |
| 1925    | 1940         | Pierre Deyris               | Rad.                  | Fonctionnaire Maire de Tartas (1925-1941) Député (1914-1936) Président du Conseil Général                                      |
|         |              |                             |                       | |
| 1943    | 1945         | Guy Destouesses             |                       | Président de la délégation spéciale de Pontonx-sur-l'Adour Nommé conseiller départemental en 1943                              |
| 1943    | 1945         | Adolphe Dierx               |                       | Inspecteur d'assurances Maire de Laluque Nommé conseiller départemental en 1943                                                |
|         |              |                             |                       | |
| 1945    | 1982         | Robert Labeyrie (1907-1989) | SFIO puis PSU puis PS | Artisan peintre Maire de Pontonx-sur-l'Adour (1945-1983)                                                                       |
| 1982    | 1994         | Henri Emmanuelli            | PS                    | Député 1978-1997) Ministre (1981-1986) Président de l'Assemblée Nationale (1992-1993) Président du Conseil Général (1982-1997) |
| 1994    | 2015         | Bernard Subsol              | PS                    | Directeur d'école retraité Maire de Pontonx-sur-l'Adour (1989-2014) Vice-Président du Conseil Général                          |

### Conseillers d'arrondissement (de 1833 à 1940)
Le canton de Tartas Ouest appartenait à l'arrondissement de Saint-Sever jusqu'à sa disparition en 1926
| Période                                  | Période      | Identité                      | Étiquette                | Qualité |
| ---------------------------------------- | ------------ | ----------------------------- | ------------------------ | --- |
| 1833                                     | 1839         | F. Labeyrie                   |                          | Propriétaire, maire de Souprosse                                                                            |
| 1839                                     | 1848         | Dominique Navarre (1782-1871) |                          | Négociant en vins, ancien maire (1832 à 1834) de Tartas                                                     |
|                                          |              |                               |                          | |
| 1877                                     |              | M. Poney                      | Républicain              | Médecin |
|                                          |              |                               |                          | |
|                                          | 1900 (décès) | Albert Ducasse                |                          | Maire de Tartas                                                                                             |
|                                          |              |                               |                          | |
| 1910                                     | 1919         | Arnaud dit Gabriel Gauzère    | Républicain opportuniste | Médecin, maire de Tartas                                                                                    |
| 1919                                     | 1940         | Jean-Baptiste Ribot           | Radical                  | Vétérinaire à Bégaar                                                                                        |
| 1922                                     | 1931         | M. Pomiès                     | Radical                  | |
| 1931                                     | 1940         | Charles Dauba                 | Radical                  | Cultivateur à Bourriot-Bergonce                                                                             |
| 1940                                     |              |                               |                          | Les conseils d'arrondissement ont été suspendus par la loi du 12 octobre 1940 et n'ont jamais été réactivés |
| Les données manquantes sont à compléter. |              |                               |                          | |

## Composition
Le canton de Tartas-Ouest se composait d’une fraction de la commune de Tartas et de dix autres communes. Il comptait 11 082 habitants (population municipale) au 1er janvier 2012.
| Nom                 | Code Insee | Intercommunalité    | Population (dernière pop. légale)             |
| ------------------- | ---------- | ------------------- | --------------------------------------------- |
| Tartas (chef-lieu)  | 40313      | CC du Pays Tarusate | Fraction : 1 324(2012) Commune : 3 219 (2014) |
| Bégaar              | 40031      | CC du Pays Tarusate | 1 117 (2014)                                  |
| Beylongue           | 40040      | CC du Pays Tarusate | 382 (2014)                                    |
| Boos                | 40048      | CC du Pays Tarusate | 414 (2014)                                    |
| Carcen-Ponson       | 40067      | CC du Pays Tarusate | 660 (2014)                                    |
| Laluque             | 40142      | CC du Pays Tarusate | 1 003 (2014)                                  |
| Lesgor              | 40151      | CC du Pays Tarusate | 440 (2014)                                    |
| Pontonx-sur-l'Adour | 40230      | CC du Pays Tarusate | 2 720 (2014)                                  |
| Rion-des-Landes     | 40243      | CC du Pays Tarusate | 2 511 (2014)                                  |
| Saint-Yaguen        | 40285      | CC du Pays Tarusate | 617 (2014)                                    |
| Villenave           | 40330      | CC du Pays Tarusate | 300 (2014)                                    |

## Démographie
| 1962 | 1968 | 1975 | 1982 | 1990  | 1999  | 2006  | 2011   | 2012   |
| ---- | ---- | ---- | ---- | ----- | ----- | ----- | ------ | ------ |
| -    | -    | -    | -    | 9 129 | 8 952 | 9 854 | 10 844 | 11 082 |